# Standing Still
Standing Still (englisch für „Still stehen“) ist ein englischsprachiger Popmusik-Titel, der von Jamie Cullum, Steve Robson und Wayne Hector komponiert und geschrieben wurde. Mit diesem Titel gewann Roman Lob den deutschen Vorentscheid Unser Star für Baku und vertrat Deutschland beim Eurovision Song Contest 2012 in Baku (Aserbaidschan).

## Hintergrund
Standing Still wurde vom britischen Komponistenteam Jamie Cullum, Steve Robson und Wayne Hector komponiert und geschrieben. Bertil Mark und Michael Dörfler waren für die Produktion des Liedes verantwortlich. Das Lied wurde das erste Mal beim Finale von Unser Star für Baku als einer von drei potenziellen Gewinnertiteln aufgeführt. Das Publikum entschied sich zu 76,8 Prozent für diesen Titel, sodass Roman Lob mit diesem auch den Vorentscheid gewann. Interpretiert wird das Lied von Roman Lob, der damit mit 110 Punkten den achten Platz belegte. Dies war die beste deutsche Platzierung seit 2010 und sollte es auch bis 2018 bleiben, als Michael Schulte den vierten Platz belegte.
Eine leicht abgeänderte Version von Standing Still ist von der deutsch-italienischen Pop-Sängerin Ornella De Santis im Handel. Sie unterlag Roman Lob im Finale von Unser Star für Baku am 16. Februar 2012 knapp.

## Musikalischer Stil
Standing Still steht in der Tonart b-Dur und ist im 4/4-Takt notiert. Das Tempo ist in 108 BPM angegeben.

## Chartplatzierungen
Roman Lobs Variante des Songs erreichte Platz 3 der deutschen Singlecharts, Ornella De Santis’ Interpretation erreichte Platz 77.
| ChartsChartplatzierungen | Höchstplatzierung | Wochen |
| ------------------------ | ----------------- | ------ |
| Deutschland (GfK)        | 3 (22 Wo.)        | 22     |
| Österreich (Ö3)          | 40 (3 Wo.)        | 3      |
| Schweiz (IFPI)           | 51 (2 Wo.)        | 2      |

## Eurovision Song Contest

### Punktevergabe für Deutschland
Insgesamt erhielt Deutschland aus 21 Ländern Punkte. Damit erzielte Deutschland mit 110 Punkten den achten Platz.
| Anzahl | Punkte | Land                                              |
| ------ | ------ | ------------------------------------------------- |
| 0×     | 12     | –                                                 |
| 5×     | 10     | Portugal, Estland, Dänemark, Ungarn, Irland       |
| 1×     | 8      | Italien                                           |
| 2×     | 7      | Frankreich, Lettland                              |
| 1×     | 6      | Vereinigtes Königreich                            |
| 0×     | 5      | –                                                 |
| 3×     | 4      | Österreich, Schweiz, Kroatien                     |
| 3×     | 3      | Norwegen, Litauen, Spanien                        |
| 5×     | 2      | Albanien, Malta, Slowenien, Niederlande, Georgien |
| 1×     | 1      | Finnland                                          |